# Yaginumaella pilosa
Yaginumaella pilosa là một loài nhện trong họ Salticidae. Loài này được phát hiện ở Bhutan.